# Grégoire Louis Domeny de Rienzi
Grégoire Louis Domeny de Rienzi (Cavaillon, 30 marzo 1789 – Versailles, 2 ottobre 1843) è stato un geografo ed esploratore francese.
Lontano discendente di Cola di Rienzo.
Avventuriero, illusionista, autore di un'autobiografia fantasmagorica che lo fece combattere a Wagram, a Waterloo, per i Greci nel 1818 e nel 1822, con Simón Bolívar nel 1819, con i Carbonari nel 1821, sotto Mehmet Ali nel 1823, viaggiò in Oceania e fu professore di geografia a Parigi dopo il suo rientro definitivo in Francia nel 1831.
Giunto dopo un naufragio al ritorno del suo viaggio da Canton all'isola Bourbon (La Riunione oggi) e appreso degli avvenimenti della rivoluzione del 1830, fu eletto deputato dei neri dell'isola. Gli dobbiamo poi una petizione a favore degli uomini di colore della Riunione.
Nell'agosto 1831 tornò a Parigi dove si fece conoscere alla Société de Géographie e alla Società Asiatica di Parigi e Bombay, attraverso controversie con Champollion. Membro dell'Accademia di Francia e d'Italia, dell'Istituto Storico di Francia, della Società di Statistica Universale, studia geroglifici e iscrizioni cuneiformi a Roma, Armenia e Siria.
Nel 1833 inviò al Ministero della Marina una memoria per sostenere lo sviluppo di una politica francese nel Pacifico. È quindi uno dei promotori della lobby oceanica in Francia.
L'editore Firmin Didot lo assunse nel 1834 per scrivere i volumi dedicati all'Oceania per la sua raccolta L'Univers. Rienzi chiede poi a Jules Dumont d'Urville di occuparsi della parte polinesiana ma lui declina l'offerta e gli scrive che lo giudica, per i colloqui che hanno avuto, adatto quanto lui a questo lavoro.
L'opera in tre volumi apparve nel 1836-1837 con il titolo Océanie ou cinquième partie du monde, revue géographique et ethnographique de la Malaisie, de la Micronésie, de la Polynésie et de la Mélanésie, accompagné de trois cents lithographies de l'auteur. È una raccolta dei viaggi di Cook e Bougainville integrati da quelli dello stesso Rienzi. Numa Broc scrive: “[...] compilation abbastanza riuscita [...]. L'opera, come tutte quelle della collezione L'Univers, dà più spazio alla storia che alla geografia. Se non vengono trascurate la flora e la fauna esotiche, l'autore è interessato principalmente ai costumi degli indigeni…”.
Opera di riferimento da diversi decenni, nonostante alcuni fatti datati come la proposta di chiamare gli australiani Pithecomorfi (uomini sotto forma di scimmia), l'Oceania ha conosciuto traduzioni in diverse lingue come l'italiano o il tedesco ed è stata integralmente ristampata nel 1872.
La sua morte per suicidio è di solito datata nel 1843 ma alcune fonti lo fanno vivere fino al 1850.